# Петроглифы Астувансалми
Наскальные изображения в Астувансалми (фин. Astuvansalmen kalliomaalaukset) расположены в Финляндии на берегу озера Юовеси, представляющего собой часть озера Сайма. Это крупнейшая коллекция наскальной живописи во всей Фенноскандии, содержащая 65 рисунков. Первое сообщение о находке петроглифов опубликовал финский археолог Пекка Сарвас в 1968 г., хотя местным жителям изображения были известны и ранее.
В настоящее время рисунки располагаются на высоте 7,7 — 11,8 метров над уровнем озера Сайма, однако во времена создания рисунков его уровень был значительно выше. Наиболее старые из петроглифов датируются около 3000 — 2500 гг. до н. э. Они расположены на максимальной в той местности высоте (11 м над уровнем моря). Тогдашний уровень моря довольно быстро изменился на 2,5 метра после оползня Вуоксы. Позднее уровень моря постепенно опустился ещё на 8 метров до нынешнего уровня. Все более поздние изображения были выполнены рисовальщиками, подплывавшими к скалам на лодках.

## Галерея
- Изображения лосей, людей и лодки в Астувансалми.
- Нависающая скала, защищавшая наскальные рисунки в Астувансалми от эрозии.
- Фигура женщины с луком уникальна среди изображений.